# Frank Möller (judoka)
Frank Möller (ur. 9 września 1970) – wschodnioniemiecki, a potem niemiecki judoka. Dwukrotny olimpijczyk. Brązowy medalista z Atlanty 1996 i trzynasty w Sydney 2000. Walczył w wadze ciężkiej.
Wicemistrz świata w 1995; trzeci w 1993 i 2001; piąty w 1999 i 2003; uczestnik zawodów w 1991, 1997. Startował w Pucharze Świata w latach 1990–1993, 1996–2001 i 2004. Zdobył osiem medali na mistrzostwach Europy w latach 1989–2000. Zdobył trzy medale na wojskowych MŚ.

## Letnie Igrzyska Olimpijskie 1996
| Konkurencja | Rundy eliminacyjne   | Rundy eliminacyjne    | Repasaże                | Repasaże           | Repasaże                   | Finały              | Klas. końcowa |
| Konkurencja | 1/32                 | 1/16                  | Przeciwnik I            | Przeciwnik II      | Przeciwnik III             | O 3. miejsce        | Miejsce       |
| ----------- | -------------------- | --------------------- | ----------------------- | ------------------ | -------------------------- | ------------------- | ------------- |
| +95 kg      | Denny Ebbers (NED) Z | Ernesto Pérez (ESP) P | Selim Tataroğlu (TUR) Z | Imre Csősz (HUN) Z | Siergiej Kosorotow (RUS) Z | Naoya Ogawa (JPN) Z | 3.            |

## Letnie Igrzyska Olimpijskie 2000
| Konkurencja | Rundy eliminacyjne              | Rundy eliminacyjne        | Repasaże                     | Klas. końcowa |
| Konkurencja | 1/32                            | 1/16                      | Przeciwnik I                 | Miejsce       |
| ----------- | ------------------------------- | ------------------------- | ---------------------------- | ------------- |
| +100 kg     | Sejjed Mahmudreza Miran (IRI) Z | Tamierłan Tmienow (RUS) P | Dennis van der Geest (NED) P | 13.           |